# Eikenburg (pensionaat)

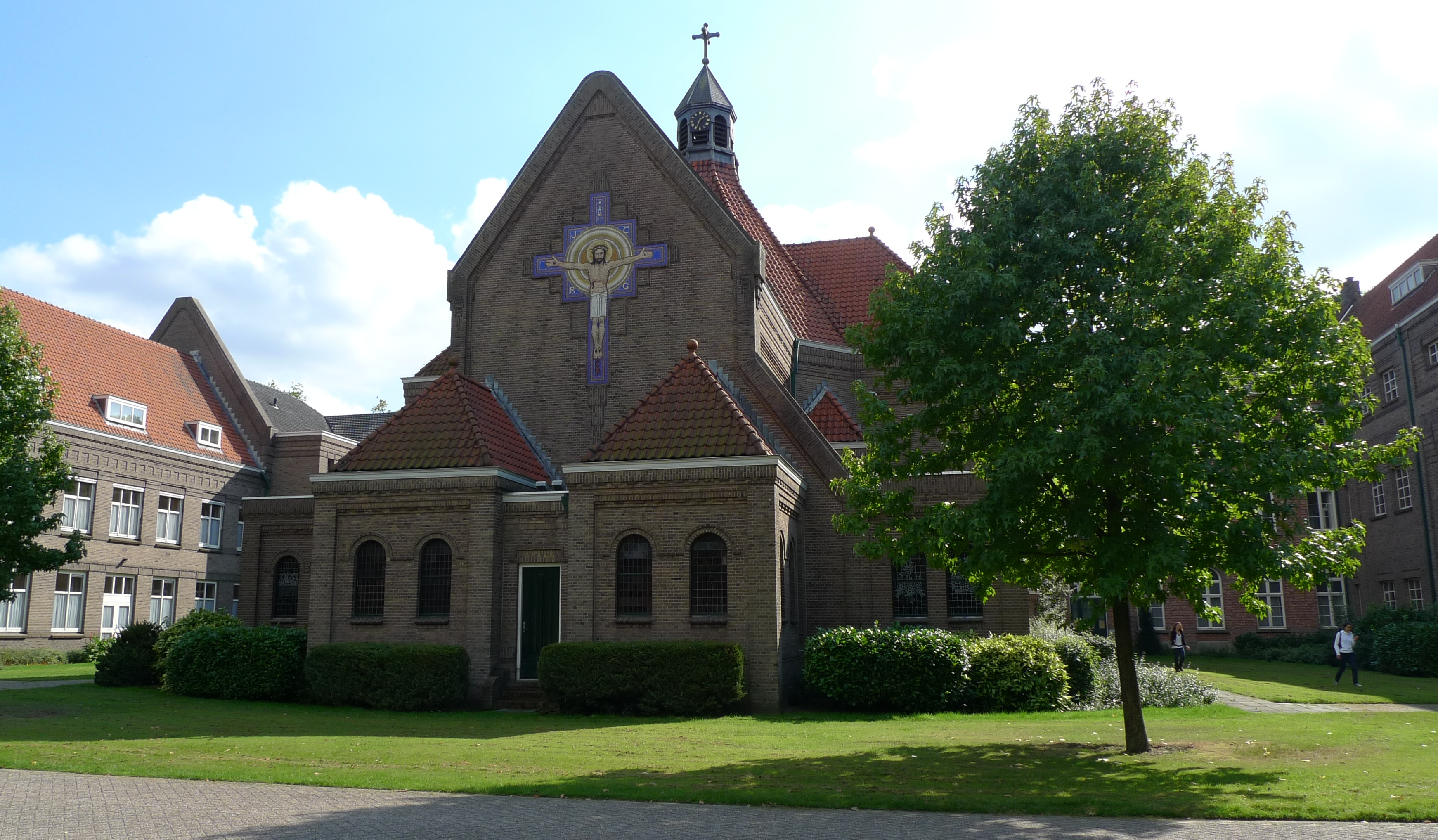
De kapel met op de achtergrond het hoofdgebouw van het internaat

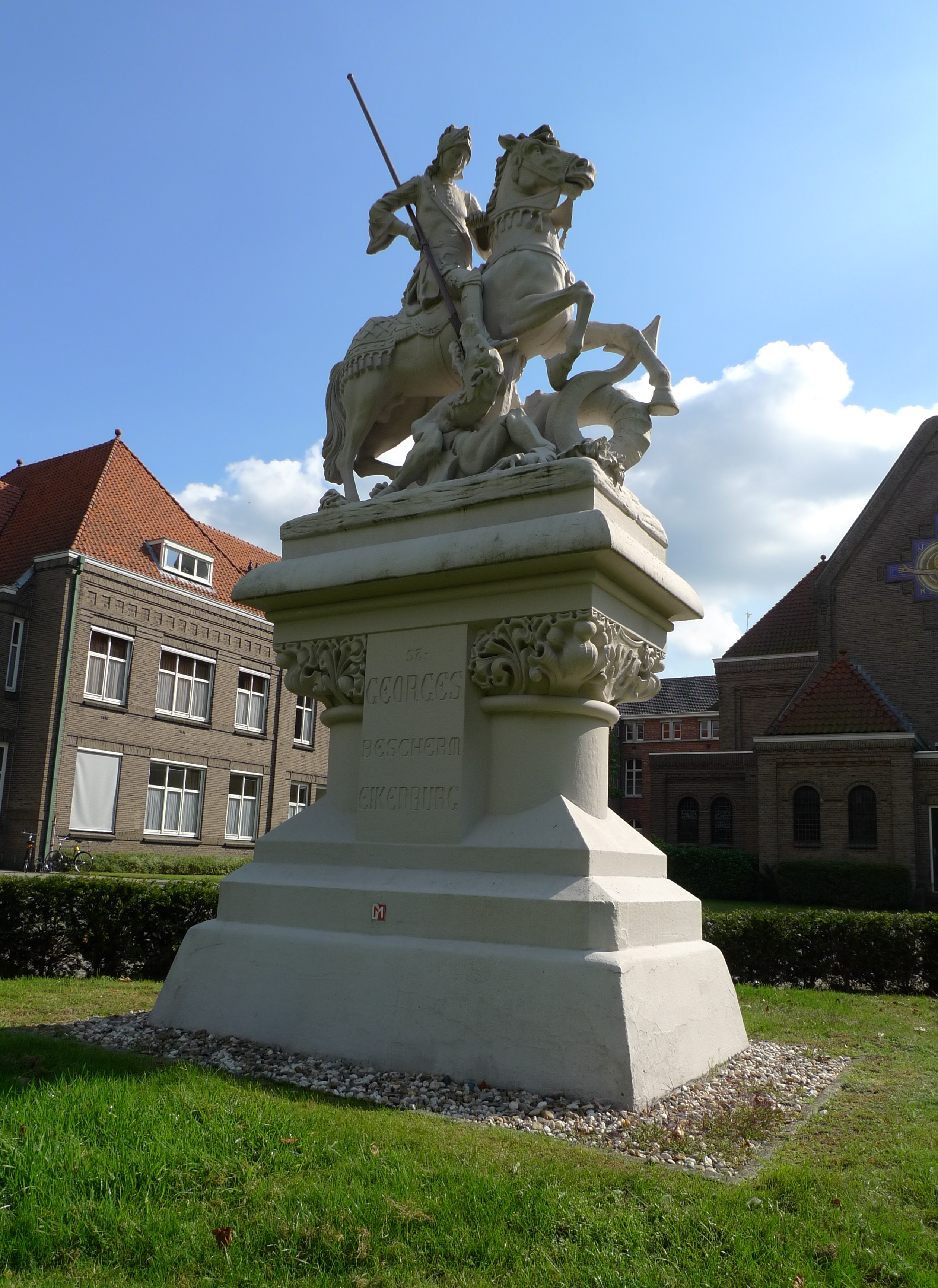
Sint-Joris en de draak

Eikenburg is een voormalig internaat van de Broeders van Liefde op adres Aalsterweg 289 in Stratum, Eindhoven.
Het complex bestaat uit een U-vormig hoofdgebouw, bestaande uit drie vleugels. Aan de open zijde van deze carré-vorm is een kapel gebouwd, die gewijd is aan O.L.-Vrouw van Altijddurende Bijstand en via een kleine uitbouw met het hoofdgebouw is verbonden. Voor het geheel staat een ruiterstandbeeld dat St.-Joris voorstelt. Het standbeeld staat evenals het hoofdgebouw met de kapel sinds 2001 op de lijst van Nederlandse rijksmonumenten.

## Geschiedenis
Het internaat werd gebouwd op het terrein van de Heihoef, het voormalig landgoed van de jonkheer van Beken Pasteel (1789-1864), dat sinds 1881 in bezit was van de Paters Redemptoristen. Van hen kochten de Broeders van Liefde in 1894 de Heihoef met een kapel en enkele boerderijen. Deze aankoop vormde het begin van de aanwezigheid van de Broeders van Liefde in Nederland. Vanaf 1895 begonnen zij met de bouw van verschillende nieuwe vleugels voor een internaat, naar ontwerp van architect A. van de Vijvere maar in de sobere stijl van de originele bebouwing. In 1898 werd de naam van het complex veranderd in Eikenburg.
Later, in 1922, werd ook een nieuwe kapel gerealiseerd. Het ontwerp voor de kapel en twee nieuwe vleugels die eveneens begin jaren 20 werden gebouwd, was van de hand van architect H.C. Bonsel. De 26 glas-in-loodramen in de kapel zijn van de hand van Karel Trautwein.
Het in neogotische stijl ontworpen ruiterstandbeeld van Sint-Joris en de draak werd in 1909 gerealiseerd. Het beeld is gemaakt door Jan Custers en uitgevoerd in wit geschilderde kalksteen. Het is voor het complex geplaatst, in het verlengde van de oprijlaan.
Het internaat begon als jongensinternaat, met een school voor lager en uitgebreid lager onderwijs. Ook voorzag Eikenburg in een Broederopleiding. Later werden ook meisjes toegelaten op de school, die in de hoogtijdagen circa 350 interne leerlingen had. In de tweede helft van de 20e eeuw liep het leerlingenaantal echter steeds verder terug en in 1996 werd het internaat bij gebrek aan belangstelling opgeheven. Begin jaren 1970 werd het gebouw gebruikt als dependance (deel van de onderbouw) van het St. Jorislyceum aan de Elzentlaan. De paviljoens van de Eikenburg waren in gebruik door verschillende instellingen en organisaties op het gebied van onderwijs, gezondheid en welzijn. In 2001 werd het Broederhuis gebouwd, voor de opvang en verzorging van oudere broeders.

## Pedofilie en misbruik
Volgens het boek "Vrome zondaars" van onderzoeksjournalist prof. Joep Dohmen (gepubliceerd in 2010) waren seksueel misbruik en fysieke mishandeling tientallen jaren schering en inslag op het katholieke jongensinternaat Eikenburg. Nergens in Nederland ging het er erger aan toe, concludeerde Dohmen.

## Herbestemming
Tot 2013 was Eikenburg in bezit van de Broeders van Liefde en deed dienst als provincialaat van de orde. In dat jaar werd het complex eigendom van de Eindhovense woningcorporatie Sint Trudo. Na een renovatie en verbouwing zijn in het hoofdgebouw 70 sociale huurwoningen gerealiseerd.